# Trunk
У развоју софтвера, trunk (транк) представља неименовану грану (верзију) стабла датотека у оквиру контроле ревизија. У већини случајева, замишљено је да се користи као основа пројекта на ком је развој у току. Ако девелопери раде искључиво на trанку, он ће увек садржати најновију верзију пројекта, али се може десити да она не буде довољно стабилна. Друга могућност је да се од транка одвоји грана на којој ће се вршити промене, која би се касније спојила са транком (када се потврди да ради и да је стабилна). Зависно од режима развоја и политике комитовања, транк може садржати или најстабилнију, или најмање стабилну верзију, или нешто између.
Најчешће се већи део развоја одвија у транку, а стабилне верзије се гранају, уз повремено спајање са транком у случају отклањања багова. Када се пројекти не мењају често, или уколико је очекивано време развоја велико, развој будућих верзија се обично ради у некој од грана, уместо у транку.